# Katsiarina Karsten
Katsiarina Karsten o Katsiarina Khadatòvitx-Karsten (en belarús: Кацярына Карстэн; en rus: Екатерина Карстен) (Minsk, Unió Soviètica 1972) és una remadora belarussa, guanyadora de cinc medalles olímpiques.

## Biografia
Va néixer el 2 de juny de 1972 a la ciutat de Minsk, que en aquells moments formava part de la Unió Soviètica sent la capita de la República Socialista Soviètica de Belarús i que avui en dia és la capital de Belarús. En casar-se adoptà el cognom del seu marit, Khadatòvitx.

## Carrera esportiva
Va participar, als 20 anys, en els Jocs Olímpics d'Estiu de 1992 celebrats a Barcelona (Catalunya), i en representació de l'Equip Unificat, va aconseguir guanyar la medalla de bronze en la prova femenina de quàdruple scull. En els Jocs Olímpics d'Estiu de 1996 realitzats a Atlanta (Estats Units), i ja sota representació de Belarús, va aconseguir guanyar la medalla d'or en la prova individual de scull, un títol que revalidà en els Jocs Olímpics d'Estiu de 2000 realitzats a Sydney (Austràlia). En els Jocs Olímpics d'Estiu de 2004 realitzats a Atenes (Grècia) guanyà la medalla de plata en aquesta mateixa prova, un metall que es transformà en bronze en els Jocs Olímpics d'Estiu de 2008 realitzats a Pequín (Xina).
Al llarg de la seva carrera ha guanyat 12 medalles en el campionat del món de rem i una en el campionat d'Europa de rem.